# 海洋漁業科学館
海洋漁業科学館（かいようぎょぎょうかがくかん、英称：Science Museum of Oceanography and Fisheries）は石川県鳳珠郡能登町字宇出津新港にある科学館。石川県水産総合センターが管理・運営を行っており、愛称「うみとさかなの科学館」。海や水産資源に関する知識を広め、石川県内の水産業を盛んにすることを目的とした博物館。

## 概要
建物外観は船を模しており、館の入口脇に水深約30cmの水を張ったプールに禄剛崎からその名を戴く廃船とした本物の船「禄剛丸」を展示している。バリアフリーの造りで車椅子に乗っても利用できる。
海の不思議や魚の生態を知ることができるように各種のコーナを設け魚の成長、内臓の働き、魚の泳ぐ速さを見学者が自転車で比べて体感する、魚と漁師の知恵比べで魚をどのように捉えるかなどを学べる。また「オーシャンシアター」と呼ぶ能登の海を擬似的に見ることができる。

## 施設
- 体験型工作教室
  - 壁掛け工作
  - ビン玉編み込み
  - イカとっくり工作
  - 毎月変わる内容の工作

## 歴史
- 1994年（平成6年）3月15日 - 石川県海洋漁業科学館条例を公布
- 同年4月27日 - 開館
- 2024年（令和6年）1月1日 - 令和6年能登半島地震の揺れで地盤沈下による施設の破損、駐車場に亀裂及び液状化現象が発生。以降、臨時休館を余儀なくされる[4]。

## アクセス
- 鉄道 - 七尾線からのと鉄道のターミナル穴水駅 - 北鉄奥能登バス能登高校南下車徒歩2分
- 高速バス - 金沢駅から北鉄奥能登バス宇出津珠洲線で宇出津駅前 - 北鉄奥能登バス能登高校南下車徒歩2分
- 自動車 - 金沢からのと里山海道穴水インターチェンジで降り能登町宇出津
- 飛行機 - のと里山空港から約20Km

## その他
- 予約した小学生・中学生を対象とした「海と魚の不思議なんでも相談室」と呼ぶ質問や相談に隣接する運営主体の水産総合センターの研究員が対応する[5]。

## 開館時間・休館日
- 開館時間：9時- 17時（入館は16時30分まで）
- 休館日：毎週月曜日（祝日は開館）年末年始（12月28日 - 1月3日）
- 学校など団体は事前に連絡を要す
  - 団体の工作教室は予約が必要